# Palau-de-Cerdagne
Palau-de-Cerdagne é uma comuna francesa na região administrativa da Occitânia, no departamento dos Pirenéus Orientais. Estende-se por uma área de 11.50 km², com 412 habitantes, segundo o censo de 2018, com uma densidade de 36 hab/km².